# Avenida Dom Manuel
Avenida Dom Manuel é uma via histórica da cidade de Fortaleza, Brasil. Está localizada no Centro. Fez parte do projeto de bulevares da planta de 1875 de Adolfo Herbster, integrante de um dos principais planos de urbanização da cidade durante o século XIX.